# La Neuville-d’Aumont
La Neuville-d’Aumont korábbi község Franciaországban, Oise megyében. Lakosainak száma 322 fő (2018. január 1.). La Neuville-d’Aumont Saint-Sulpice, Auteuil, Le Coudray-sur-Thelle, Le Déluge, Hodenc-l’Évêque, Ressons-l’Abbaye és Valdampierre községekkel határos.
2017. január 1-jén Le Déluge és Ressons-l’Abbaye korábbi községgel egyesült és az így létrejött La Drenne új község része lett.

## Népesség
A település népességének változása:
| Lakosok száma | 302  | 331  | 320  | 322  |
|               | 2013 | 2015 | 2017 | 2018 |